# 合瀬川

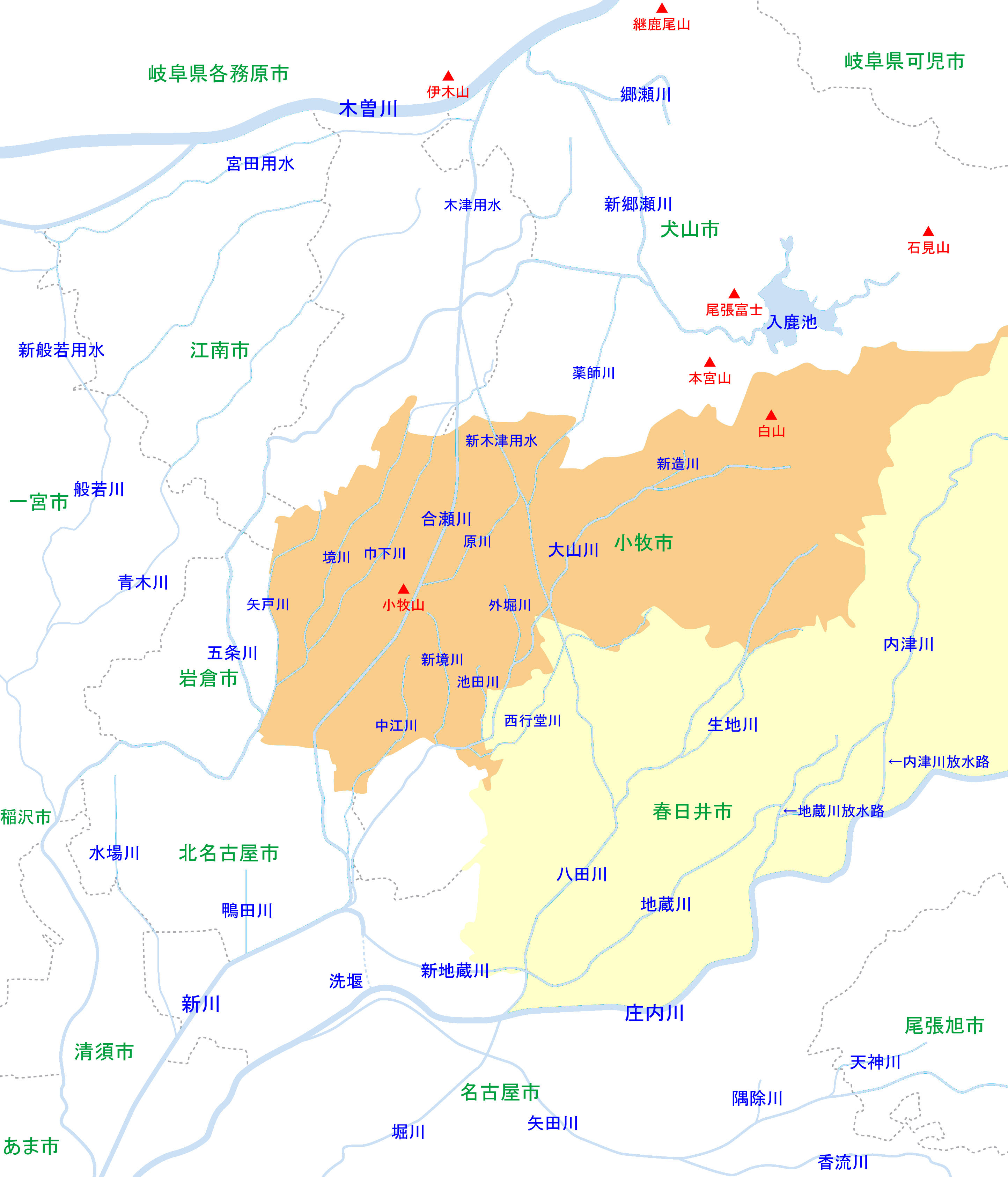
小牧市・春日井市周辺河川の位置関係図

合瀬川（あいせがわ）は、庄内川水系新川支流の一級河川。愛知県犬山市・丹羽郡扶桑町・丹羽郡大口町・小牧市・北名古屋市・名古屋市北区を流れる。新川に合流する2次支川。

## 地理

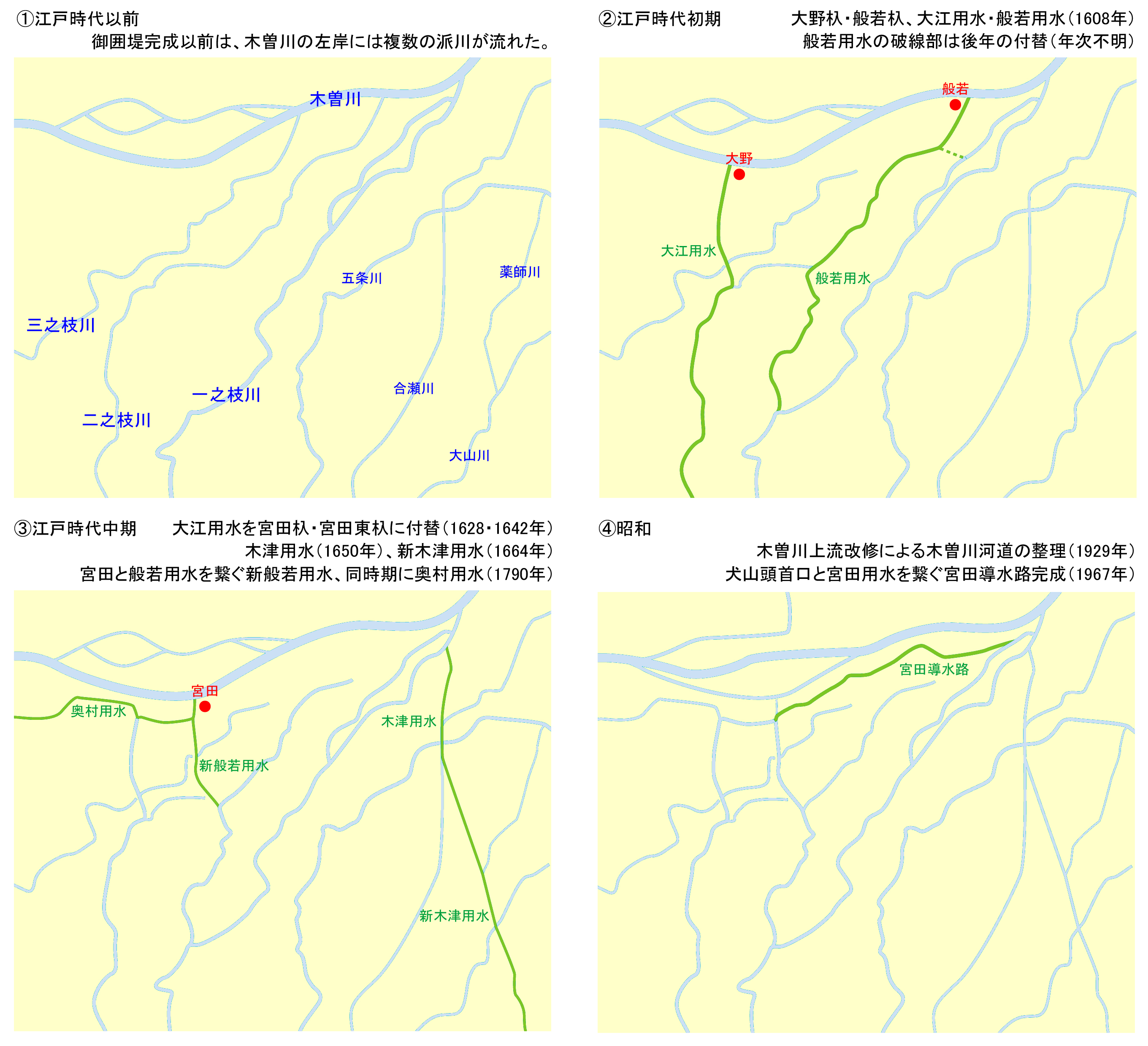
木曽川左岸用水路の変遷。詳細は宮田用水を参照。

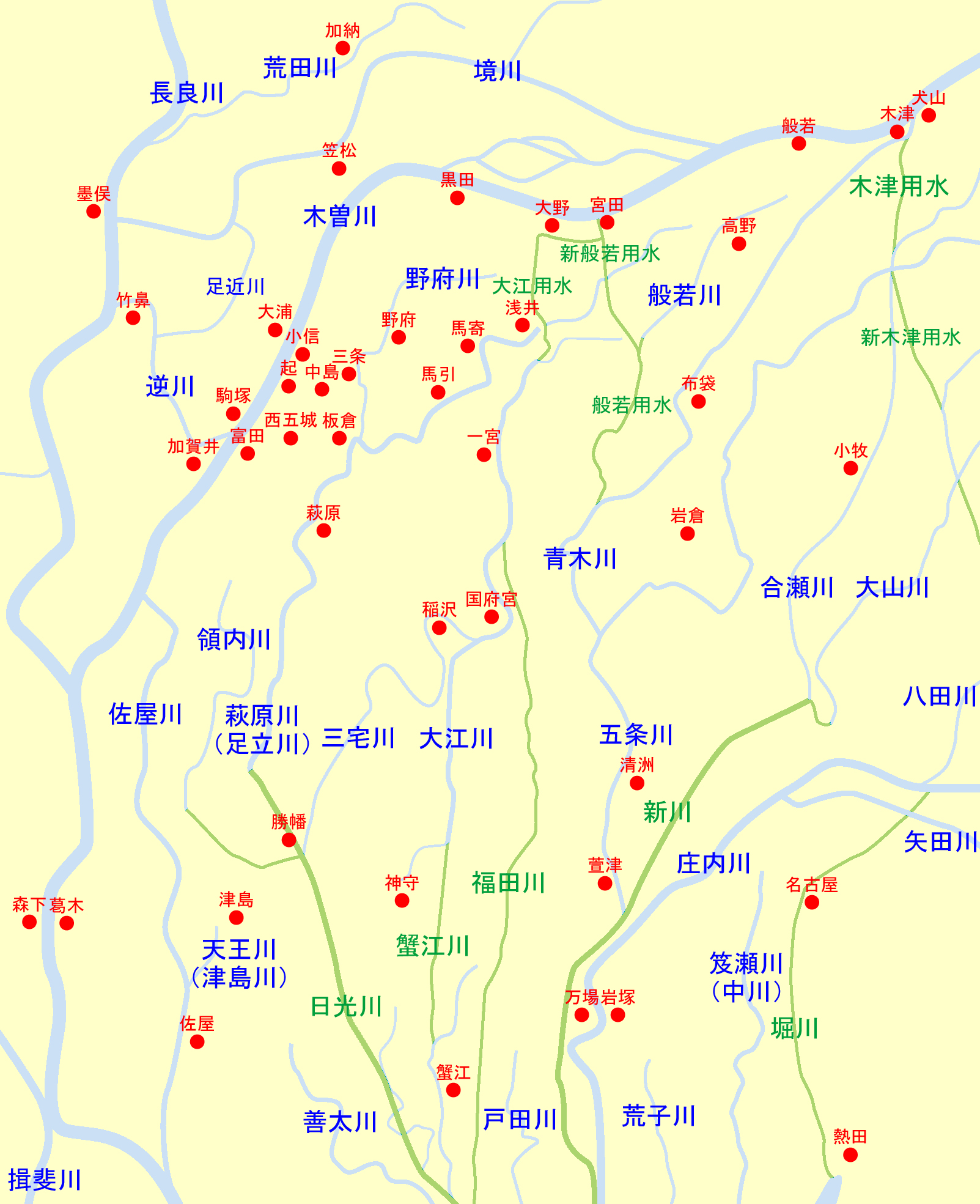
広い範囲の木曽川左岸水路体系図（緑は整備・開削された河川・水路）

合瀬川は愛知県犬山市の市街地付近から流出し、名古屋市北区楠町付近で新川へと合流する。合瀬川は、現在は木曽川水系である郷瀬川が庄内川水系であった時代の中・下流部に相当し、1886年（明治19年）に郷瀬川が付け替えられた後に残された河道である。なお、「合瀬川」の名称は、「瀬が合わさる（流路を合わせる）」ことに由来していると推測される。
丹羽郡大口町上小口付近で木津用水と合流し、大口町中小口付近で五条川と平面交差した直後に新木津用水が分岐する。木津用水は江戸時代に木曽川の水を合瀬川へと導入する用水路として開削されたもので、合瀬川自体も「木津用水」に含めることもある。なお、木津用水合流点から新木津用水分岐点までの間は、合瀬川と木津用水の共有区間となっている
大口町・犬山市・小牧市の境目付近で巾下川と立体交差し、小牧山城跡に近い小牧市中部で原川、名古屋市中央卸売市場北部市場に近い北名古屋市片場付近で中江川と合流する。名古屋市北区楠町付近で大山川と合流した後に新川へと合流する。

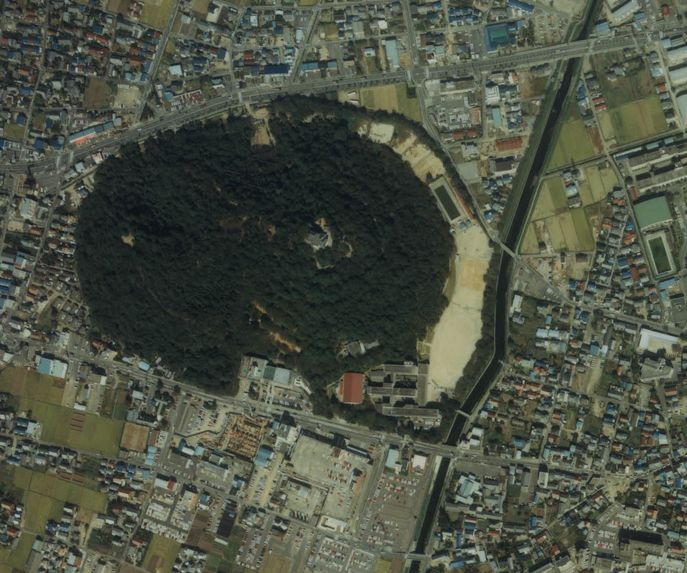
1987年度（昭和62年）に撮影された国土交通省 国土地理院 地図・空中写真閲覧サービスの空中写真を基に作成愛知県小牧市にある小牧山横を流れる合瀬川。
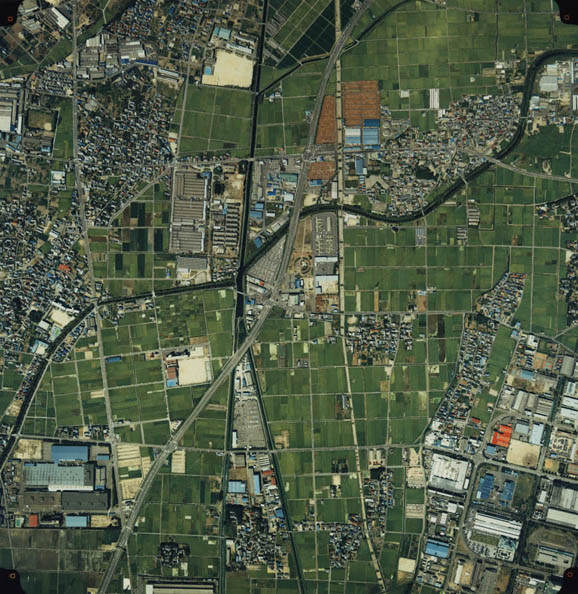
1987年度（昭和62年）に撮影された国土交通省 国土地理院 地図・空中写真閲覧サービスの空中写真を基に作成丹羽郡大口町を流れる合瀬川。写真中央の地点で五条川が交差し、そのすぐ南で新木津用水と分かれる。
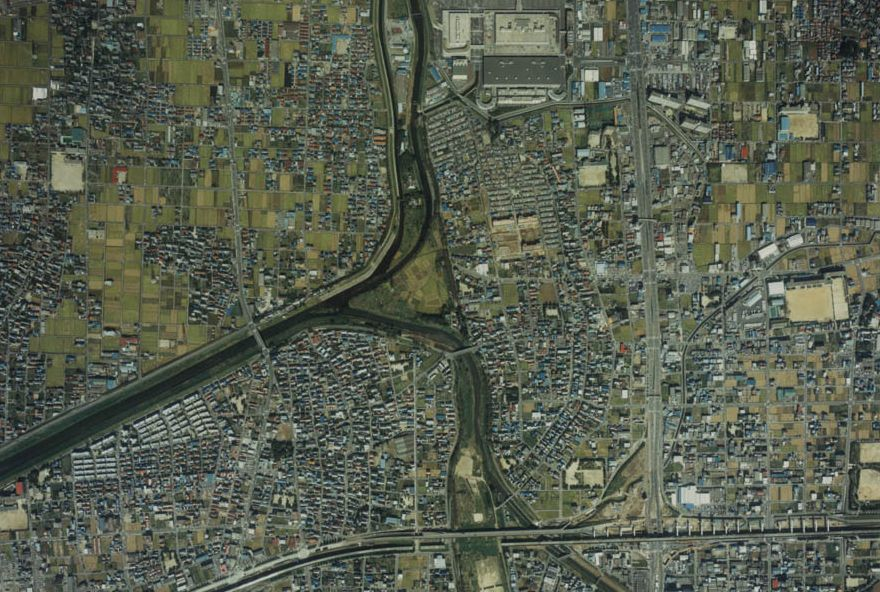
1987年度（昭和62年）に撮影された国土交通省 国土地理院 地図・空中写真閲覧サービスの空中写真を基に作成新川との合流地点。
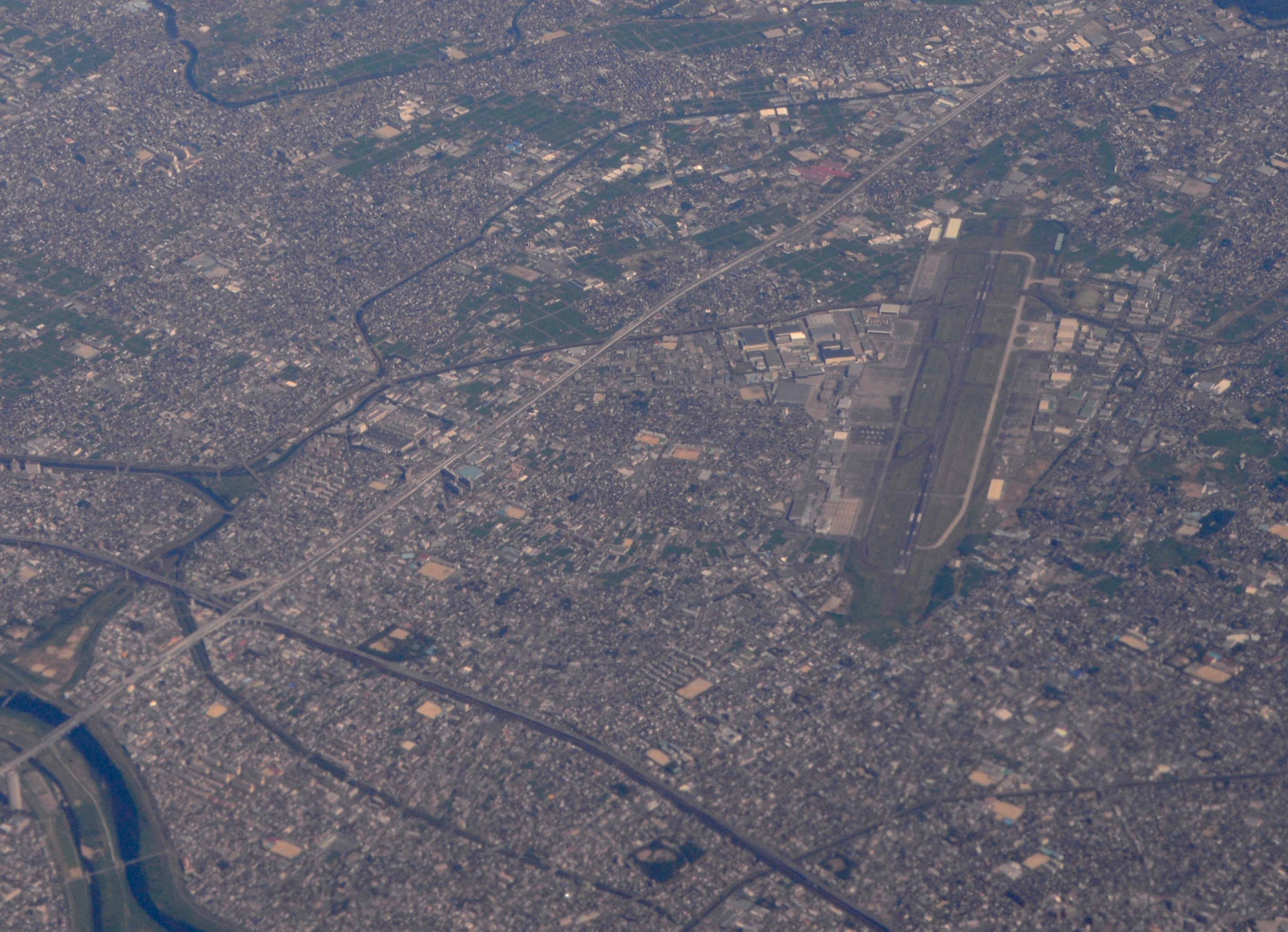
2019年撮影。新川との合流地点をより広い視点で見た航空写真。

## 主な支流
- 原川 - 小牧市北西部で新木津用水と分かれ、小牧市中西部で合流。
- 中江川 - 北名古屋市で合流。
- 大山川 - 北名古屋市で合流。

## 関連書籍

### 書籍
- 『木津用水史』木津用水普通水利組合編（犬山町、1928年）
- 『木津用水略史』木津用水普通水利組合編（犬山町）
- 『続木津用水史』木津用水普通水利組合編（小牧町、1940年・1952年）
- 『木津用水史（改組編）』木津用水史編纂委員会編（木津用水土地改良区事務所、1975年）
- 『合瀬川～昭和51年3月』合瀬川の清流を取りもどす会編（合瀬川の清流を取りもどす会、1976年）
- 『合瀬川』合瀬川の清流を取りもどす会編（合瀬川の清流を取りもどす会、1981年）
- 『合瀬川・五条川合流分流部水理模型実験報告書』（建設省土木研究所河川部都市河川研究室、1984年）
- 『合瀬川を清流に』合瀬川の清流を取りもどす会編（合瀬川の清流を取りもどす会、1986年）
- 『合瀬川』合瀬川の清流を取りもどす会編（小牧市役所経済環境部環境整備課、1991年）
- 『合瀬川～創立30周年記念誌』合瀬川の清流を取りもどす会編（小牧市役所環境部環境保全課、2003年）
- 『小牧の川・用水～小牧叢書19』小牧市文化財資料研究員会編（小牧市教育委員会、2004年）

### 資料
- 『木津用水水利土功会区域図』 - 肉筆着色画。製作者や製作年代は不詳。